# خفاش بال‌بلند
خفاش بال‌بلند گونه‌ای خفاش است که در بخش‌های گسترده‌ای از شمال غربی آسیا، ترکیه، شمال غربی ایران، جنوب اروپا و شمال غربی آفریقا زندگی می‌کند.
این خفاش جثه‌ای متوسط و پوزه‌ای کوتاه و خمیده دارد. گوش‌های او بسیار کوچک و گردند و گوشکش از نصف طول گوش کوتاه‌تر است. دم این پستاندار بلند است و تمام آن در پرده دمی قرار می‌گیرد. بال‌های بسیار بلند این خفاش دارای قاعده پهن و انتهای تیزند. از آنجا که در هنگام استراحت، بلندترین بند انگشت سوم که طول آن به گونه تقریبی سه برابر طول بند قبل از آن است، روی بال برمی‌گردد، به این خفاش، خفاش بال‌خمیده معمولی نیز می‌گویند.
طول و سر و تنه او میان ۵۲ تا ۶۰ میلی‌متر است و طول دم به ۵۰ تا ۶۳ میلی‌متر می‌رسد. وزن خفاش بال‌بلند نیز به صورت معمول میان ۹ تا ۱۶ گرم است.